# Elşad Nəsirov

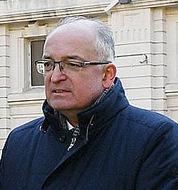
Elşad Nəsirov

Elşad Nəsirov (auch Elshad Nassirov; * 1960 in Baku, Aserbaidschanische SSR, Sowjetunion) ist Vizepräsident für den Bereich Investment und Marketing des staatlichen aserbaidschanischen Energieunternehmens SOCAR und Vizepräsident des aserbaidschanischen Fußballverbandes.

## Leben
Nach dem Studium am Moskauer Institut für Internationale Beziehungen arbeitete Nəsirov als Diplomat für die UdSSR in verschiedenen Positionen unter anderem an den Botschaften in Afghanistan und Indien. Nach der Unabhängigkeit Aserbaidschans 1991 arbeitete er an der Ständigen Vertretung seines Landes bei den Vereinten Nationen in New York. 1997 wechselte er zu SOCAR, wo er 2005 zum Vizepräsidenten ernannt wurde.
Elşad Nəsirov gilt als zentrale Figur in der Entwicklung und Kommunikation der Pipelineprojekte nach Europa (siehe TAP). In seiner Funktion als Vizepräsident für Investment war er ebenfalls maßgeblich an der Übernahme des Schweizer Essonetzes durch SOCAR beteiligt.